# Sarah Bouktit
Sarah Bouktit (Mont-Saint-Martin, 27 de agosto de 2002) é uma jogadora de handebol francesa.

## Carreira
Nascida na França, Bouktit é descendente de argelinos. Ela representou a França no Campeonato Europeu Feminino de Handebol Sub-17 de 2019, onde recebeu a prata. Ela foi premiada com o All-Star Team, como melhor jogadora de linha do torneio.
Em março de 2022, ela foi convocada para a seleção da França para as partidas de qualificação para a Euro-2022. Ela obteve sua primeira seleção com a seleção principal aos 19 anos, em 3 de março de 2022 durante a vitória da França contra a Croácia.
Nos Jogos Olímpicos de Verão de 2024, em Paris, conquistou a medalha de prata no torneio feminino do handebol, após confronto na final contra a equipe norueguesa.